# Deset tisuća vojnika mučenika
Prema srednjovjekovnoj legendi, Deset tisuća vojnika mučenika bili su pripadnici rimske legije koju je predvodio sveti Akacije. Prije bitke cijela legija se obratila na kršćanstvo, no iako su zadržali vjernost caru Hadrijanu, on ih osuđuje na smrt. Akacija i deset tisuća vojnika izbičevali su, okrunili trnovom krunom, proboli kopljima i na kraju raspeli na planini Ararat. Priča se pripisuje Anastasiusu Bibliothecariusu, prevoditelju i knjižaru iz 9. stoljeća.

## Prikaz u umjetnosti
Ova je legenda bila vrlo popularna u renesansi te je kao predložak koriste mletački slikar Vittore Carpaccio i njemački Albrecht Dürer.